# Claes-Göran Löfdahl
Claes-Göran Löfdahl, född 1948, är en svensk läkare och professor.
Löfdahl fick sin läkarlegitimation 1975. Han disputerade 1982 på en avhandling om beta-2 stimulerare. Han är verksam som överläkare vid lung- och allergikliniken vid Universitetssjukhuset i Lund och är professor i lungmedicin vid Lunds universitet. Han forskat kring lungsjukdomen KOL.